# Bulgaria ai Giochi della XVII Olimpiade
La Bulgaria partecipò ai Giochi della XVII Olimpiade che si sono svolti a Roma dal 25 agosto all'11 settembre 1960, con una delegazione di 98 atleti impegnati in dodici discipline per un totale di 66 competizioni. Portabandiera alla cerimonia di apertura fu il cestista Georgi Panov, alla sua terza Olimpiade. Panov era stato portabandiera anche Melbourne 1956.
In questa edizione dei Giochi la squadra bulgara conquistò sette medaglie: una d'oro, tre d'argento e altrettante di bronzo. Tutte le medaglie vennero dalla lotta, eccezion fatta per un bronzo nella ginnastica.

## Medagliere

### Per discipline
| Sport              | Oro | Argento | Bronzo | Totale |
| ------------------ | --- | ------- | ------ | ------ |
| Lotta greco-romana | 1   | 1       | 1      | 3      |
| Lotta libera       | 0   | 2       | 1      | 3      |
| Ginnastica         | 0   | 0       | 1      | 1      |
| Totale             | 1   | 3       | 3      | 7      |

### Medaglie
| Medaglia | Atleta         | Sport              | Evento             |
| -------- | -------------- | ------------------ | ------------------ |
| Oro      | Dimitǎr Dobrev | Lotta greco-romana | Pesi medi          |
| Argento  | Krali Bimbalov | Lotta greco-romana | Pesi medio-massimi |
| Argento  | Neždet Zalev   | Lotta libera       | Pesi gallo         |
| Argento  | Stancho Ivanov | Lotta libera       | Pesi piuma         |
| Bronzo   | Velik Kapsazov | Ginnastica         | Anelli             |
| Bronzo   | Dinko Petrov   | Lotta greco-romana | Pesi gallo         |
| Bronzo   | Enyu Valchev   | Lotta libera       | Pesi leggeri       |

## Risultati

### Calcio
| Atleta | Classifica |                     |
| --- | --- | ------------------- |
| V · D · M Nazionale olimpica bulgara · Calcio ai Giochi Olimpici Estivi 1960 P G. S. Najdenov · P G. I. Najdenov · P Părčanov · D Dimitrov · D Dimov · D Kirčev · D Kitov · D Manolov · D Rakarov · C Diev · C Kovačev · C Largov · A Abadžiev · A Canev · A Debărski · A Iliev · A Jakimov · A Jordanov · A Kolev · CT : Ormandžiev | 5° |                     |
| Nazionale olimpica bulgara · Calcio ai Giochi Olimpici Estivi 1960 | |                     |
| P G. S. Najdenov · P G. I. Najdenov · P Părčanov · D Dimitrov · D Dimov · D Kirčev · D Kitov · D Manolov · D Rakarov · C Diev · C Kovačev · C Largov · A Abadžiev · A Canev · A Debărski · A Iliev · A Jakimov · A Jordanov · A Kolev · CT: Ormandžiev                                                                               | P G. S. Najdenov · P G. I. Najdenov · P Părčanov · D Dimitrov · D Dimov · D Kirčev · D Kitov · D Manolov · D Rakarov · C Diev · C Kovačev · C Largov · A Abadžiev · A Canev · A Debărski · A Iliev · A Jakimov · A Jordanov · A Kolev · CT: Ormandžiev | Bulgaria (bandiera) |

### Pallacanestro
| Atleta | Classifica |
| --- | ---------- |
| V · D · M Nazionale bulgara - Pallacanestro ai Giochi della XVII Olimpiade 3 Stojkov · 5 Mirčev · 6 Radev · 7 Kănev · 8 Lazarov · 9 G. Panov · 10 Gjaurov · 11 Savov · 12 L. Panov · 13 Ilov · 14 Pejčinski · 16 Cvetkov · All. Nikola Kolev | 16°        |
| Nazionale bulgara - Pallacanestro ai Giochi della XVII Olimpiade |            |
| 3 Stojkov · 5 Mirčev · 6 Radev · 7 Kănev · 8 Lazarov · 9 G. Panov · 10 Gjaurov · 11 Savov · 12 L. Panov · 13 Ilov · 14 Pejčinski · 16 Cvetkov · All. Nikola Kolev                                                                            |            |